# نيلسون فيريرا
 نيلسون فيريرا كويلو (بالبرتغالية: Nelson Ferreira Coelho) (مواليد 26 مايو 1982) هو لاعب كرة قدم برتغالي ، يجيد اللعب في مركز الجناح الأيمن أو الأيسر، ويلعب أيضًا كظهير أيمن ، ويلعب حاليًا لنادي ثون السويسري منذ عام 2012.

## روابط خارجية
- نيلسون فيريرا على موقع قاعدة بيانات كرة القدم.إي يو (الإنجليزية)
- نيلسون فيريرا على موقع Soccerway.com (الإنجليزية)
- نيلسون فيريرا على موقع AS.com (الإسبانية)

- Nelson Ferreira